# Janja Vuletić
Janja Vuletić iz Župe dubrovačke, a obiteljske korijene vuče iz Južne Hercegovine u Dubrovačkom zaleđu, danas slovi za jednu od najperspektivnijih mezzosopranistica u Europi.

## Životopis
Osnovnu školu završila je u Župi dubrovačkoj, a Gimnaziju u Dubrovniku. Muzičku školu, također u Dubrovniku, upisuje sa 16 godina, a nakon završene srednje škole upisuje Music University u Beču gdje i diplomira 2001. g. S karijerom u zamahu, već do danas nastupa u opernim kućama diljem Europe, te je osvojila brojna međunarodna priznanja.

## Vanjske poveznice
- Službena stranica